# 小行星6040
小行星6040是一颗围绕太阳公转的小行星。1990年2月24日，亨利·德波鸿诺在拉西拉天文台发现了此天体。
这颗小行星的绝对星等为20.84708等。